# شیدرا (شهرستان سوکوئکا)
شیدرا (به لهستانی:  Sidra) یک روستا در لهستان است که در گمینا شدرا واقع شده‌است. شیدرا ۷۳۰ نفر جمعیت دارد.